# Jakubówka (rzeka)
Jakubówka (w średniowieczu i w wieku XIX nazywana także Dzierążną) – rzeka w południowej Polsce, lewy dopływ Sancygniówki. Długość rzeki wynosi 10,72 km
Jakubówka rozpoczyna swój bieg na Garbie Wodzisławskim. Źródło znajduje się we wsi  Gaik na wysokości ok. 278 m n.p.m., na północny zachód od Dzierażni. Początkowo płynie ku południowi, a następnie kilka kilometrów płynie szeroką doliną ku wschodowi aż do Działoszyc, gdzie znów, przełamując się przez zwężenie między wzgórzem kościelnym a wzgórzem nad Księżymi Stawami, skręca na południe i przepływa przez miasto Działoszyce. Dolina rzeki jest bezleśna, pokryta łąkami, w dolnym odcinku bardzo zabudowana.
Na ostatnim odcinku przed ujściem Jakubówka płynie równolegle do Sancygniówki jedną doliną o charakterze przełomu zwężającego się do ok. 220 m.
Ujście Jakubówki znajduje się przy południowej granicy miasta Działoszyce, na wysokości ok. 210 m n.p.m..
Ma jeden większy dopływ o nazwie Wielkanocna i długości 3,02 km, który wypływa ze źródła Wielkanoc we wsi Dzierążnia i uchodzi do Jakubówki koło wsi Kujawki.
W XIX w. za początek Jakubówki uważano źródła pod wsią Sudół. Jej długość określano na 8 wiorst. Stwierdzano że ma brzegi wysokie i strome, koryto szerokie do 10 stóp a w czasie wylewów do 20 stóp; głębokość do 2 stóp.

## Historia
Jakubówka miała w średniowieczu duże znaczenie gospodarcze. W miejscu gdzie powstały Działoszyce przechodziły przez nią ważne średniowieczne trakty m.in. z Rusi na Śląsk. W r. 1363 Andrzej, dziedzic Działoszyc, dostał od króla Kazimierza Wielkiego prawo pobierania cła na rzece Jakubówka, zwanej wówczas Dzierzążna (Dzyerzanska), po 2 denary od wozu, a gdyby ktoś w obrębie 1 mili [ok. 7 km] od punktu poboru opłat usiłował go przekroczyć bez uiszczania takowych, traci cały swój towar. W roku 1512 król Zygmunt Stary dziedzicowi Działoszyc, kasztelanowi kaliskiemu Stanisławowi z Ostroroga herbu Nałęcz zwiększył cło na rzece Dzierzążni (Dzierzasna) z 2 denarów do 1 grosza od wozu i 5 oboli od konia. Nad Jakubówką istniały plebańskie sadzawki rybne (dziś Księże Stawy) wzmiankowane już przez Jana Długosza w latach 1470-1480.

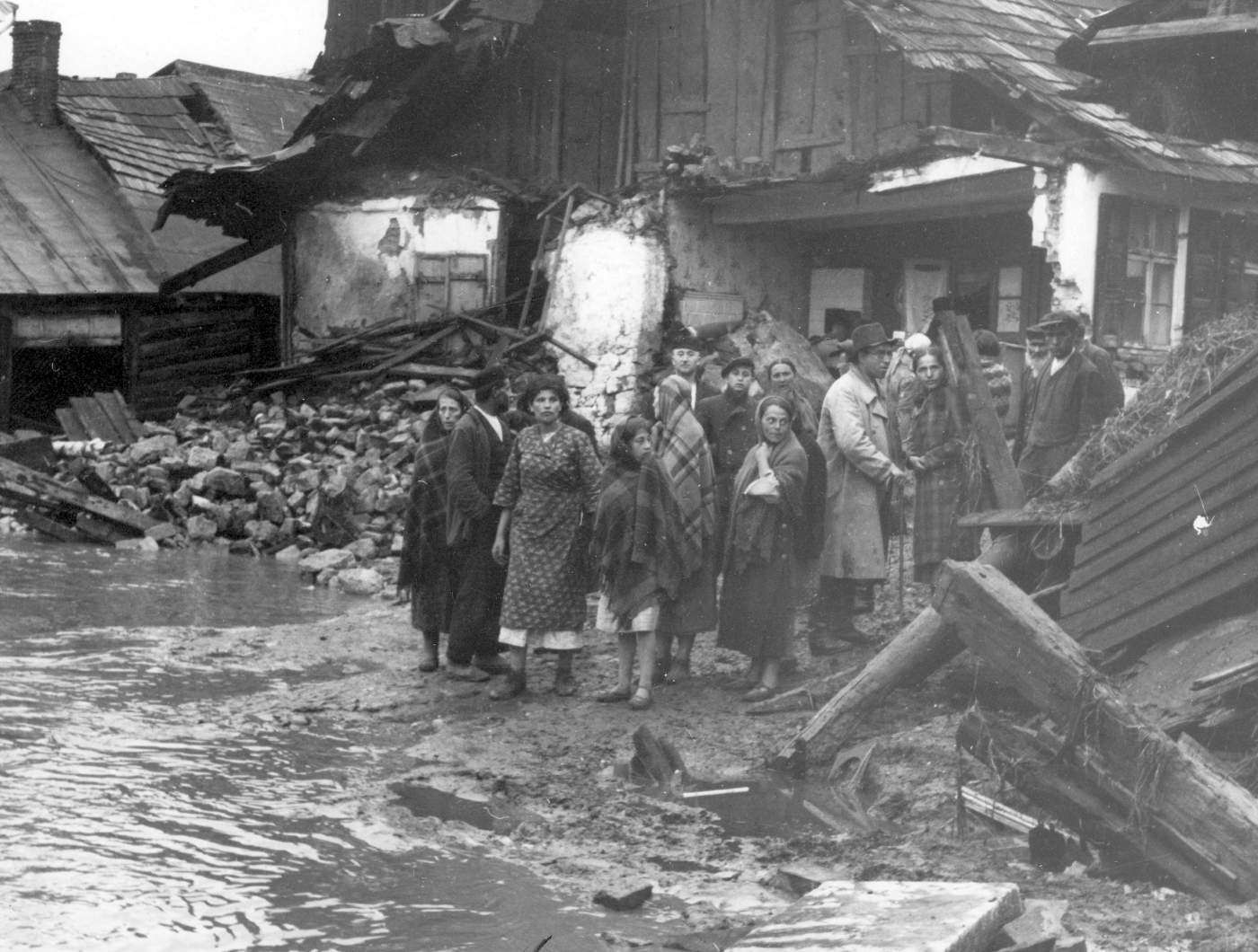
Zniszczenie Działoszyc przez wody Jakubówki po powodzi 22 maja 1937 r., fot. IKC, maj 1937

22 maja 1937 roku miała miejsce powódź błyskawiczna - po nawalnych opadach, Jakubówka tak wezbrała, że jej wody zniszczyły wiele zabudowań w Jakubowicach i Działoszycach. W samych Działoszycach zostało uszkodzonych lub całkiem zniszczonych 210 domów. W czasie tej powodzi utonęło, niekiedy w mieszkaniach, 7 osób w Jakubowicach i 6 w Działoszycach,

## Miejscowości
Nad Jakubówką położone są:
- Kwaszyn
- Januszowice
- Jakubowice
- Działoszyce